# Jerome Sacca Kina Guezere
Jerome Sacca Kina Guezere (1952  - 11 de janeiro de 2005) foi um político de Benim. Ele foi o quarto vice-presidente do Parlamento Pan-africano da União Africana.
Foi eleito para a Assembleia Nacional do Benim pela primeira vez nas eleições parlamentares de 1991 e foi novamente eleito em 1995. Foi membro fundador da Frente de Ação para Renovação e Desenvolvimento (FARD-Alafia) em 1994. De 1996 a 1998, ele atuou como Ministro do Desenvolvimento Rural no governo do presidente Mathieu Kérékou.  Nas eleições parlamentares de março de 1999, ele foi novamente eleito para a Assembleia Nacional como candidato da FARD-Alafia, e tornou-se Presidente do Grupo Parlamentar de Solidariedade e Progresso após a eleição. Nas eleições parlamentares de março de 2003, foi eleito candidato da União para o Futuro do Benin (UBF) (sendo o FARD-Alafia um dos partidos componentes da UBF). Ele também atuou como primeiro vice-presidente da Assembleia Nacional.
Foi eleito o quarto Vice-Presidente do Parlamento Pan-Africano quando este foi inaugurado em março de 2004. Ele estava representando o Parlamento Pan-Africano na posse do presidente ganense John Kufuor para o seu segundo mandato em Accra, quando adoeceu e, posteriormente, morreu no Benim em 11 de janeiro de 2005.